# Неизвестному британскому солдату во Франции
«Неизвестному британскому солдату во Франции» (англ. To the Unknown British Soldier in France) — картина ирландского художника Уильяма Орпена, написанная им в 1927 году. Изначально на данной работе должны были быть изображены делегаты Парижской мирной конференции, но разочаровавшись в высказанных там идеях политиков и военных деятелей, Орпен полностью переработал полотно, посвятив его забытым жертвам Первой мировой войны. В настоящее время картина находится в коллекции Имперского военного музея в Ламбете (Лондон, Великобритания).

## Контекст

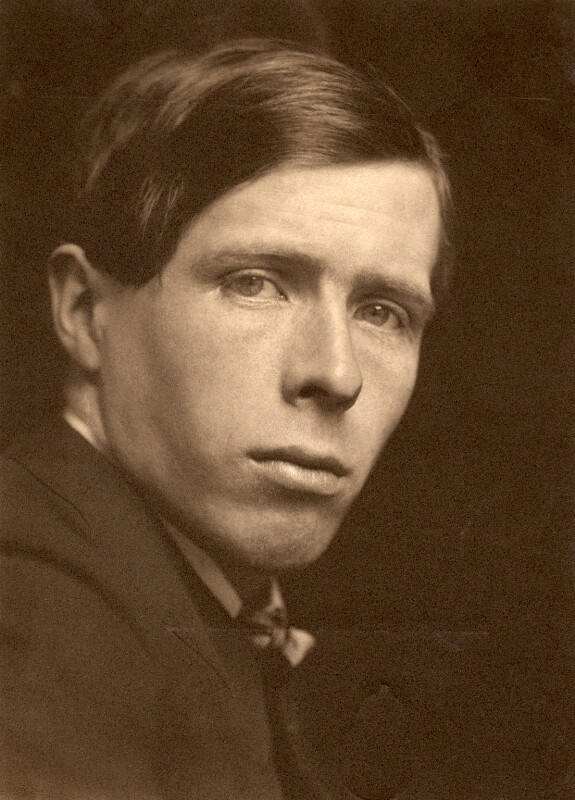
Уильям Орпен, фотография

Ирландский художник Уильям Орпен (1878—1931) родился в Дублине. Он был вундеркиндом и в 12 лет окончил школу искусств Метрополитен, а затем поступил к Генри Тонксу в школу изящных искусств Слейда в Лондоне. Испытав влияние Шардена, Хогарта и Ватто, и в особенности Рембрандта, Орпен довольно скоро стал успешным и известным портретистом, регулярно выставлявшимся в Королевской академии. После начала восстания 1916 года, художник Шон Китинг, протеже и ученик Орпена, попросил его вернуться в Ирландию для начала работ по возрождению национального изобразительного искусства, однако тот отказался уехать из Англии и предпочёл остаться верным империи. Однако вскоре Орпен был призван в Королевский армейский служебный корпус и в звании генерал-майора стал одним из первых военных художников, отправившихся в 1917 году на Западный фронт. Детальное документирование трагической жизни рядовых солдат в боях, госпиталях и лагерях без всякой фальши и приукрашивания чрезвычайно обогатили художественный талант Орпена. Он оставался во Франции дольше всех остальных военных художников, и впоследствии писал, что «никогда не был так занят в моей жизни». В 1918 году выставка 125 работ Орпена на тему войны была провезена по Великобритании и США, и даже была удостоена посещения королевой Марией, а сам художник был посвящён в рыцари. После этого, при поддержке премьер-министра Великобритании Дэвида Ллойда Джорджа он получил дополнительный заказ от Министерства информации на написание трёх картин, на которых нужно было изобразить дипломатов, политических и военных деятелей, ставших делегатами Парижской мирной конференции 1919 года. Переговоры, проходившие в жёстких условиях, позволили победившим нациям-союзникам оформить окончание Первой мировой войны, пропорционально распределить вину за финансовый и материальный ущерб, нанесённый побеждёнными сторонами, решить вопрос о репарациях Германии. Конференция виделась как реакция на общественное мнение о необходимости репараций, которое нужно было совместить со степенью готовности и способности Германии к этим выплатам. Помимо этого, на переговорах были рассмотрены и более обширные вопросы, такие как создание Лиги Наций и образование новых национальных государств.

## История
За заказ Орпену было выплачено 3 тысячи фунтов стерлингов, рекордная по временам войны сумма за произведение искусства, тогда как Джон Сингер Сарджент за одну свою картину «Отравленные газами» получил всего лишь 300 фунтов. Первые два полотна под названиями «Мирная конференция на набережной Орсе» и «Подписание мира в Зеркальном зале» были написаны им в 1919 году. 
|       |          |     |      |       |            |              |        |
| Битти | Роулисон | Фош | Хейг | Карри | Рис-Дэвидс | Ллойд Джордж | Пламер |

Приступив к работе над третьей картиной, в 1921 году в письме к своей любовнице миссис Сент-Джордж Орпен набросал дизайн работы и определил двадцать героев будущего полотна, в число которых вошли сэр Джон Коуэнс (слева, задний ряд), сэр Дэвид Битти, сэр Эдмунд Алленби, сэр Генри Роулинсон, сержант Гренадерской гвардии, (слева, передний ряд); маршал Фердинанд Фош и сэр Дуглас Хейг (стоя, в арке); сэр Артур Карри, маршал Анри-Филипп Петен, сэр Фредерик Стэрди (справа, стоя); сэр Джон Френч, Жорж Клемансо (справа, второй ряд), подполковник Артур Рис-Дэвидс, Дэвид Ллойд Джордж, лорд Герберт Плюмер (передний ряд). Орпен закончил тридцать отдельных портретов, некоторые из которых дошли до нашего времени. Потратив девять месяцев на тщательное выписывание фигур в Зале мира в Версале, художник прекратил работу по причине того, что «не мог идти дальше. Всё казалось так или иначе неважным по сравнению с реальностью, которую я видел и чувствовал, когда я работал с войсками». Окончательно разочаровавшись в идеях конференции из-за позёрства делегатов и политиков, которых Орпен понимал как незначительных и мелких фигур на фоне довольно экстравагантной дворцовой архитектуры, он принял радикальное решение закрасить политических и военных деятелей, а затем и вовсе стёр красочный слой с уже готовой картины в качестве демонстрации растущей пропасти между официальным и общественными отношением к наследию войны.
Всё закончилось. „Клерки“ выиграли войну. „Клерки“ подписали мир! Армия была позабыта. Некоторые мертвы и забыты, другие искалечены и забыты, иные живы и здоровы — но также забыты… Всё это подошло к концу. Зачем беспокоиться о почтении к мёртвым, или увечным, или слепым, или живым, тем кто выжил. Зачем? Во имя бога, почему бы и нет?Уильям Орпен.

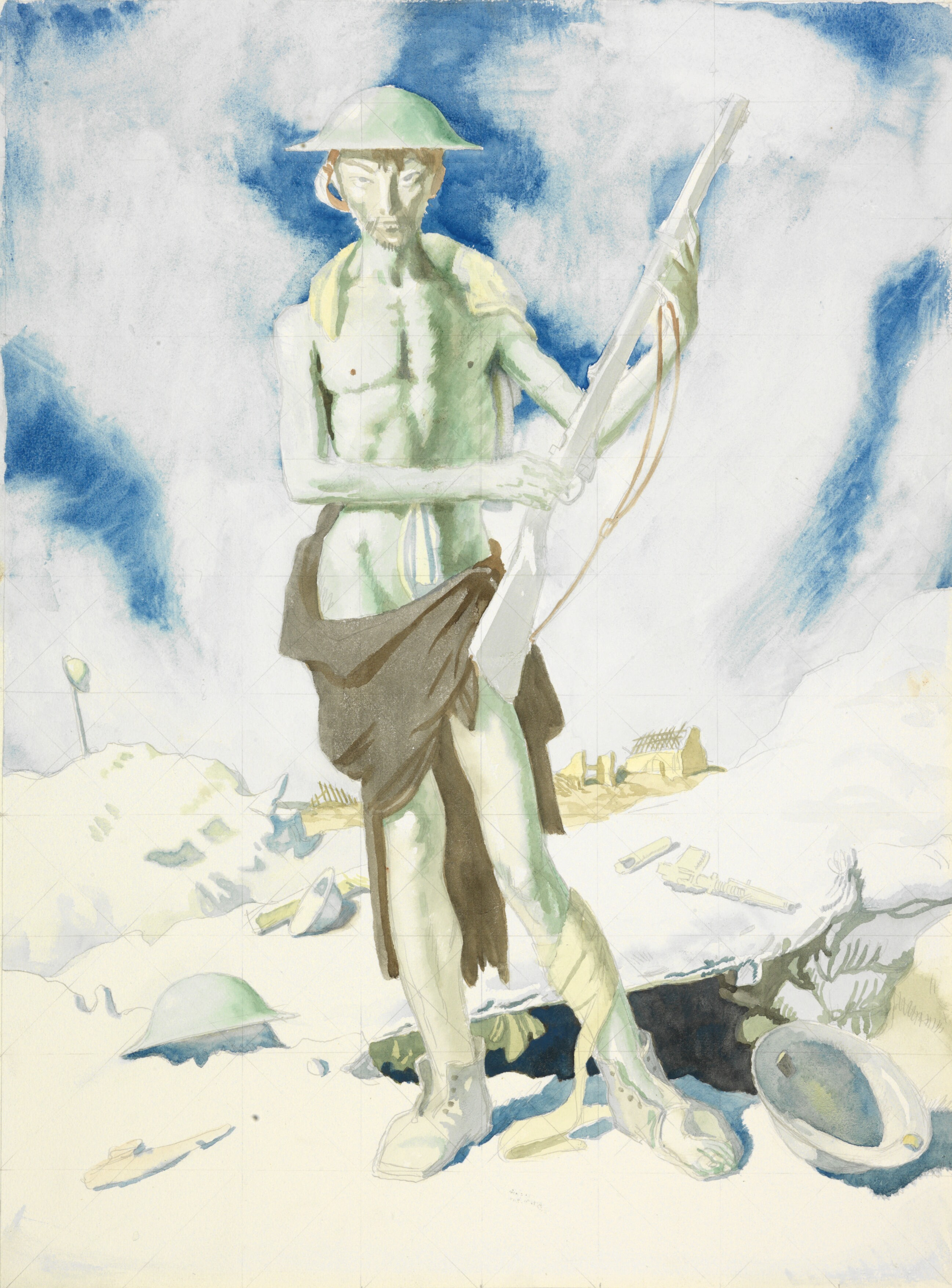
«Взрыв» кисти Орпена

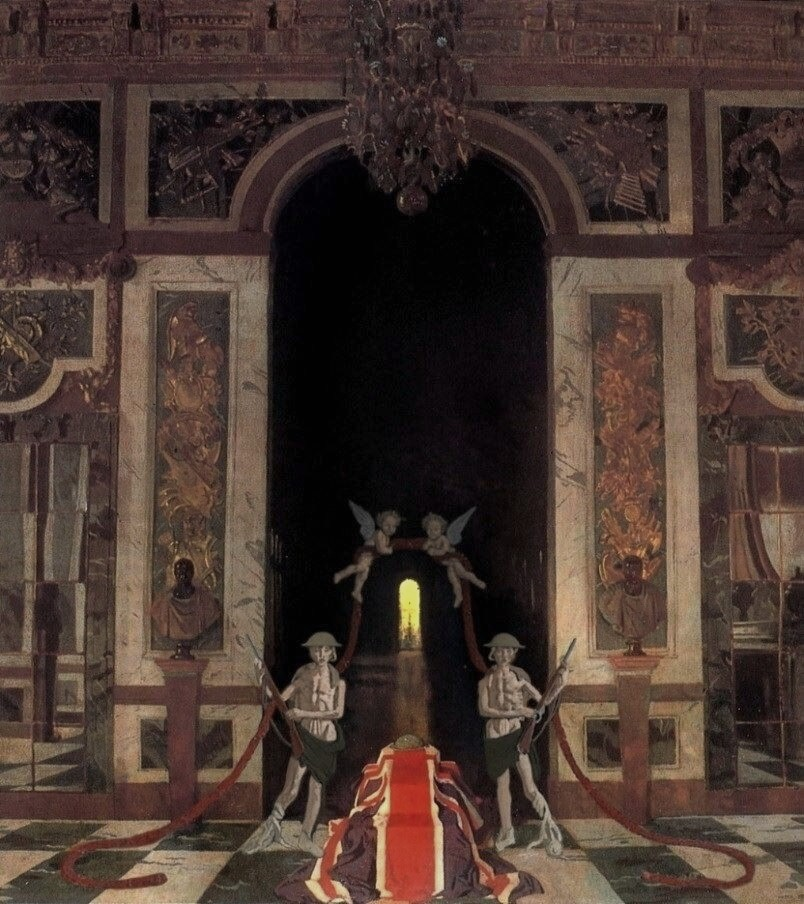
Первая версия Орпена

На новом полотне он выписал две расплывчатые фигуры полуголых тощих контуженных солдат, почти мальчиков, завернувшихся в рваные окопные одеяла и стоящих на страже с двух сторон у покрытого флагом гроба посреди огромного архитектурного пространства, над которым в вышине парят два херувима. Чувство сострадания к простому солдату достигло своего рода апогея в этой картине Орпена, который уже не кажется придворным художником. Композиция работы по его мнению символизировала то, что «после всех переговоров и обсуждений, перемирия и мира, единственным ощутимым результатом остались оборванные безработные солдаты и мертвые». Картина впервые экспонировалась на летней выставке Королевской Академии в 1923 году, где вызвала немало споров среди критиков, расценивших её тему как святотатство. Орпену пришлось выпустить пресс-релиз, в котором он объяснил, что написал картину по своему же эскизу под названием «Взрыв», выполненному в 1917 году с реального солдата, выбравшегося из-под огня в рваной одежде, а сама она несёт в себе смыслы любви, жертвенности и спасения. В то же время художнику приходили письма поддержки от бывших военнослужащих и родителей погибших солдат, а его работа была выбрана картиной года по результатам общественного голосования. После этого Имперский военный музей решил отказаться от покупки картины, сославшись на самовольную смену темы заказа Орпеном. Ему было предложено закрасить фигуры солдат и херувимов, на что Орпен в конце концов согласился, а затем пожертвовал полотно государству в память о графе Хейге, «одном из лучших друзей, который когда-либо был у меня». В 1927 году картина была впервые выставлена в Имперском военном музее, где и находится в настоящее время. Прошло время и работа стала отражать новые настроения британского общества, единого в своём желании предотвратить новую войну. Очертания солдат до сих пор можно различить на холсте в качестве спектральных pentimento, а на рентгенографиях видны также затёртые фигуры государственных и военных деятелей.

## Композиция
Картина написана маслом на холсте, а её размеры составляют 154,2 × 128,9 см. В нижней части полотна виден покрытый флагом Союза гроб, в котором упокоились останки неизвестного солдата. Он установлен для общественного прощания в богато украшенном мраморном зале прямо под люстрой. Позади гроба находится арка, ведущая в коридор, сквозь темноту которого через ещё одну арку пробивается яркий луч солнечного света прямо к изголовью неизвестного солдата.